# Vladimir Volodenkov
Vladimir Vladimirovitj Volodenkov (ryska: Владимир Владимирович Володенков), född den 25 april 1972 i Sankt Petersburg i Ryska SFSR, är en rysk före detta roddare.
Han tog OS-brons i åtta med styrman i samband med de olympiska roddtävlingarna 1996 i Atlanta.